# Matea Jelić
Matea Jelić (Knin, 23. prosinca 1997.) hrvatska je tekvandoašica. Osvojila je zlatnu medalju na Olimpijskim igrama 2020. u kategoriji do 67 kilograma. Članica je splitskog TK Marjan.

## Nastupi na OI 2020.
| Kategorija | Šesnaestina finala | Osmina finala      | Polufinale         | Repesaž            | Finale             | Finale |
| Kategorija | Protivnik Rezultat | Protivnik Rezultat | Protivnik Rezultat | Protivnik Rezultat | Protivnik Rezultat |        |
| ---------- | ------------------ | ------------------ | ------------------ | ------------------ | ------------------ | ------ |
| −67 kg     | Lee 22:2           | Titoneli 30:9      | McPherson 15:4     | Direktan prolazak  | Williams 25:22     |        |

## Osobni život
Njezin brat i sestra također se bave taekwondom. Mlađa sestra Ivona bori se s juniorima, a brat Kristijan je trener.

## Vanjske poveznice
- Profil, TaekwondoData.com
- Profil  Arhivirana inačica izvorne stranice od 26. srpnja 2021. (Wayback Machine), Olimpijske igre 2020.